# 埼玉県立毛呂山高等学校
埼玉県立毛呂山高等学校（さいたまけんりつもろやまこうとうがっこう）は、埼玉県入間郡毛呂山町に所在した公立の高等学校。生徒数減少により埼玉県立鶴ヶ島高等学校と統合し廃校となった。

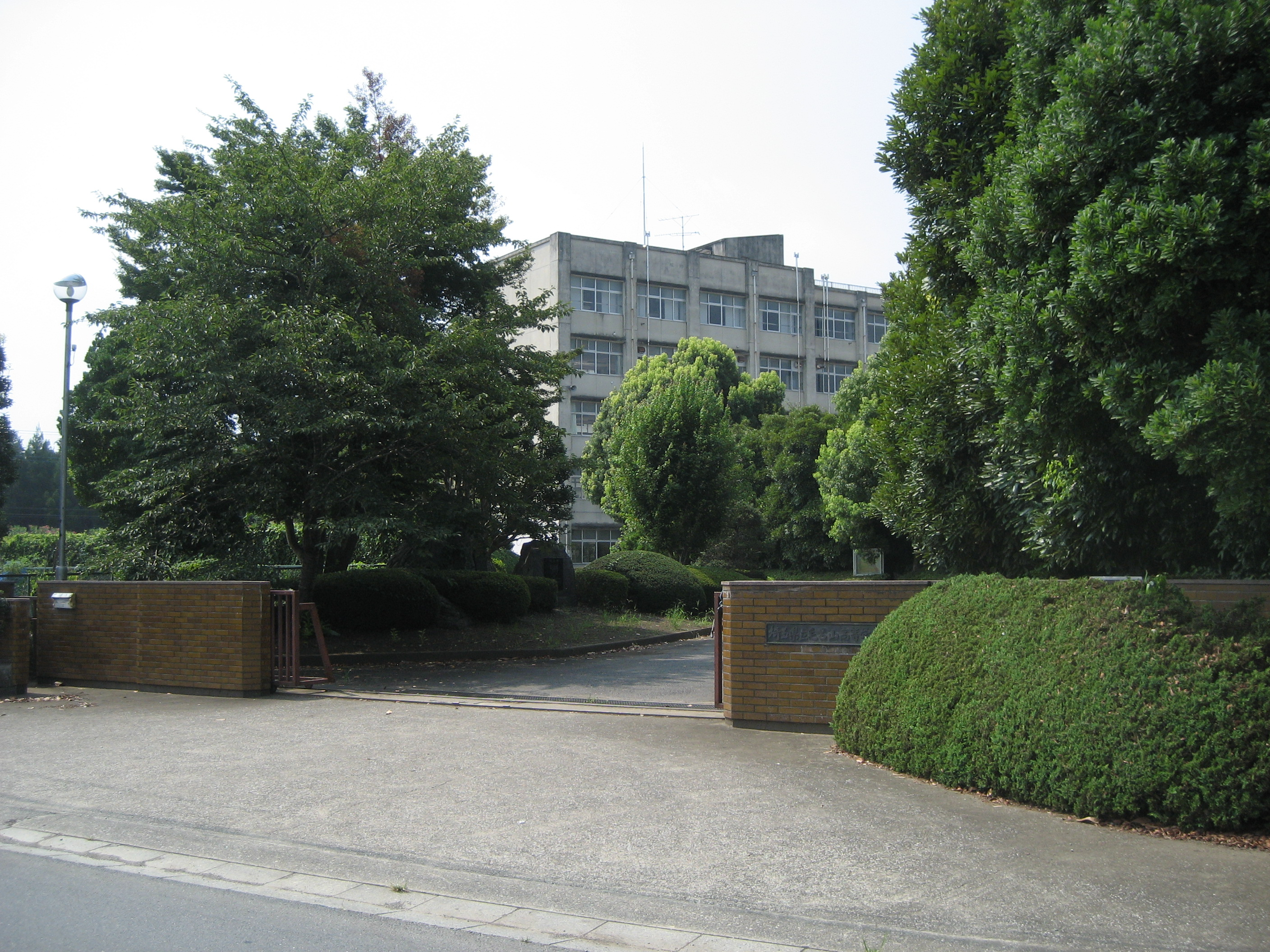
正門付近

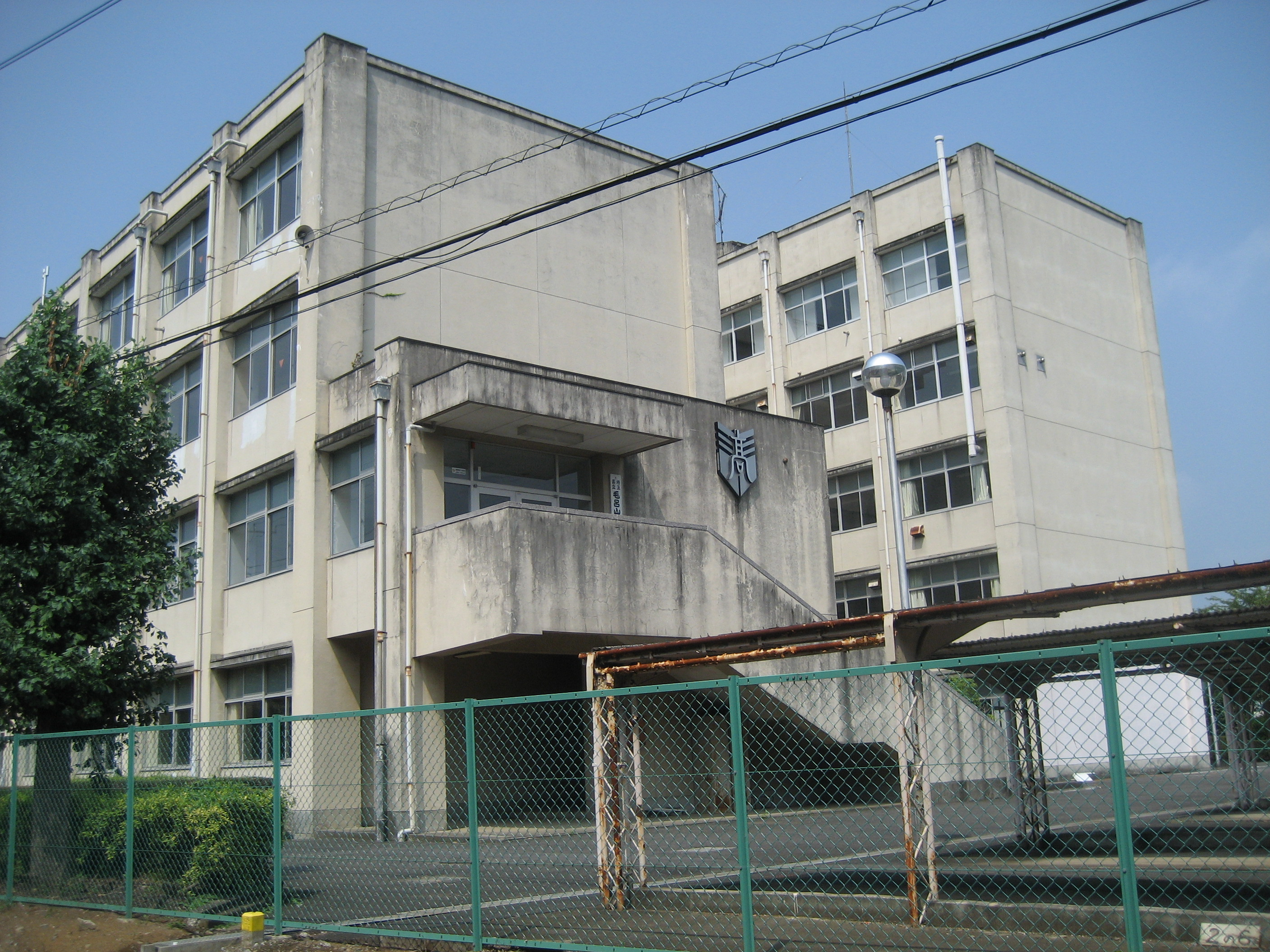
校舎

## 象徴

### 校章
町内に鎮座する出雲伊波比神社につたわる流鏑馬の矢にちなんだデザイン。矢羽根に3本の筋があしらわれており、これは「地域・学校・父兄」の三位一体、「個性開発・協力・社会的寄与」の三大目標、「毛呂・山根・川角」の合併前3村の統合を意味している。

### 校歌
作詞・岡野弘彦、作曲・いずみたく。

## 設置学科
- 普通科

## 沿革
- 1978年4月1日 - 川角中学校で前年まで使用していた木造校舎（毛呂山町川角452番地）を使用して開校
- 1979年3月29日 - 毛呂山町西大久保525番地の新校舎に移転
- 1980年11月18日 - 校舎落成記念式典
- 2008年2月16日 - 卒業生であるサスケをゲストに呼び「響け！毛呂山高校感謝祭」を開催
- 2008年4月1日 - 埼玉県立鶴ヶ島高等学校と統合され、埼玉県立鶴ヶ島清風高等学校となる（設置場所は鶴ヶ島高校の現在地）。

跡地はロボットやドローンの実証実験を行う「ロボット実証フィールド」として利用されている。

## 主な卒業生
- サスケ（男性デュオ）

## 交通
- 東武越生線川角駅下車徒歩15分。